# Eva Juřeníková
Eva Juřeníková, född 24 november 1978, är en tjeckisk orienterare som tog silver i stafett vid 2011. 1995 blev hon den yngsta juniorvärldsmästaren någonsin då hon ingick i det tjeckiska andralaget som vann tävlingen.
Hon har sprungit alla världsmästerskap sedan 1999, med undantag för 2003 och 2004 då hon satsade på multisport. Juřeníková var med i Domnarvets GoIF:s lag som vann Venlakavlen 2008 och 2011. Hon utsågs till årets orienteringstränare i Sverige 2009 samt var banläggare och en av huvudfunktionärerna vid orienterings-EM 2012 i Falun.